# Samostan sv. Petra, Moissac
Samostan svetega Petra je bil benediktinski in klinijski samostan v Moissacu, departma Tarn-et-Garonne v jugozahodni Franciji. Številne srednjeveške stavbe so ohranjene, tudi samostanska cerkev, ki ima znamenit in pomemben romanski kiparski okras okoli vhoda.

## Zgodovina

### Ustanovitev
Po legendi je samostan Moissac ustanovil frankovski kralj Klodvik I.  osebno, dan po zmagi nad Vizigoti, leta 506. Legenda pravi, da je Klodvik dal zaobljubo, da bo postavil samostan za 1000 redovnikov (v spomin na tisoč njegovih vojščakov, ki so umrli v bitki), če bo zmagal nad Vizigoti, ki so v preteklem stoletju upravljali z območjem kot foederati Rimskega cesarstva. Z vrha hriba je vrgel kopje in označil mesto, kjer naj bi zgradili samostan. Žal je kopje pristalo sredi močvirja.
Vendar zgodovinski zapisi kažejo, da ga je ustanovil sveti Didier (znan tudi kot Deziderij), škof v Cahorju, sredi 7. stoletja.
Ustanovitev samostana je bila otežena zaradi napadov Mavrov z juga in zahoda in Normanov s severa. Samostan so Mavri Al Andaluza že okoli leta 732 dvakrat opustošili, v 9. stoletju pa so ga oropali normanski pirati in v 10. stoletju Huni.

### 11. stoletje
11. stoletje je bilo za samostan dramatičen čas. Leta 1030 se je zaradi pomanjkanja vzdrževanja podrla  streha, leta 1042 pa je prišlo do hudega požara. Durand de Bredons, škof v Toulousu, je imenoval za opata Clunyja Odilona de Mercœurja, da bi leta 1047 uvedel obsežno reformo za boj proti površnosti menihov .
Leta 1063 je bila dograjena nova cerkvena stavba, skupaj s pomembnimi obnovitvenimi deli. Papež Urban II. je samostan obiskal leta 1097 in posvetil visoki oltar ter 7. maja 1097 izdal papeško bulo, ki je obnovila 40 cerkva v opatiji ; ukazal je tudi gradnjo križnega hodnika, dokončanega leta 1100 .

### 12. stoletje
11. in 12. stoletje sta bila prva zlata doba, saj je Moissac pripadal opatiji Cluny in sprejel gregorijanske reforme, pod vodstvom Duranda de Bredonsa, moissaškega škofa in škofa v Toulousu. Papeška podpora, položaj na romarski poti, obnova stavb in reforme de Bredona so samostan uvrstili med najmočnejše v Franciji. V 12. stoletju je opat zasedel drugo mesto v klunijski hierarhiji samo za opatom Clunyja. [5] [6]
V tej dobi so samostan vodila glavna opata Dom Hunaud de Gavarret in Dom Ansquitil, ki sta zgradila vrata in timpanon. V 13. stoletju je samostanu vladal Ramond de Montpezat, za njim Bertrand de Montaigut, opata in gradbenika. Aymeric de Peyrac, ki je pisal Kroniko v 15. stoletju v dvorcu Saint-Nicolas-de-la-Grave, opisuje te čase.
Iluminirane rokopise, izdelane v samostanskem skriptoriju, je v 17. stoletju Jean-Baptiste Colbert odnesel v Pariz in so zdaj v knjižnici Bibliothèque Nationale.

### 15. stoletje
15. stoletje je začelo novo zlato dobo pod vladavino opatov Pierre in Antoine de Caramana, katerega gradbeni program je obsegal zlasti gotski del samostanske cerkve. Zaradi sekularizacije leta 1626 so benediktinski menihi samostan zapustili, ki je bil skoraj 1000 let središče benediktinskega življenja. Nadomestili so jih avguštinci, pod priznanimi opati, vključno z znanimi kardinali, kot sta Mazarin in de Brienne.

### Francoska revolucija
Francoska revolucija je leta 1793 ustavila samostansko življenje v Moissacu. Cerkev sv. Petra je razmeroma nedotaknjena in je še vedno aktivna cerkev , vendar so zunanje stavbe močno trpele. Sredi 19. stoletja je gradnja železniške proge ogrozila križni hodnik, vendar so ga rešili (čeprav je bil refektorij porušen zaradi lažjega prehoda železnice) in ga razglasili kot zgodovinski spomenik. Od leta 1998 imata cerkev in samostan mednarodno zaščito kot del svetovne dediščine Jakobove poti v Santiago de Compostela v Franciji .

## Arhitektura
Arhitekturne značilnosti vključujejo cerkveni jugozahodni portik cerkve s krenelirano strukturo in kiparskim okrasom, ki je velika mojstrovina romanske umetnosti. Ta se odraža v rezbarijah tako po obsegu kot po velikosti in se je razširila iz svetišča na javno površino .
Timpanon prikazuje apokalipso iz knjige Razodetja [Raz). Steber, ki podpira timpanon, predstavlja kip preroka Izaije, izjemen primer romanskega kiparstva, primerljiv z delom v Santo Domingo de Silos. V križnem hodniku so tudi romanske skulpture.

### Portal
Portal nekdanjega samostana naj bi bil največji v jugozahodni Franciji in je skupaj s samostanom nekaj glavnih del evropske romanske skulpture. Ta portal je ohranjen iz romanske cerkve s predprostorom in stranskimi stenami ladje. Preostala cerkev je bila močno poškodovana, zlasti med albižanskimi vojnami med letoma 1207 in 1214. V 14. in 15. stoletju je bila na romanskih ostankih zgrajena gotska cerkev.

#### Timpanon
Timpanon je iz leta 1120/30 in je med najstarejšimi figurativnimi timpanoni. Sredi vhoda ga nosi steber. Na stranskih stenah portalne verande so še dodatne reliefne figure. Portal, skupaj s tistimi v Beaulieu-sur-Dordogne, Conquesu, Vezelayju in Autunu, je mojstrovina romanskega kiparstva v Franciji. Moissac je bil vzor za opis cerkvenega portala v romanu Umberto Eca Ime rože iz leta 1980, v katerem Eco pusti, da je njegov mladi junak Adson padel v nekakšno religiozno vizijo pred demonskimi podobami portala.
V timpanonu je Janezovo videnje prikazano v Razodetju [2]. »Kristus je ustoličen na sredini v mandorli. Majestas Domini, Gospodova slava, kot se imenuje ta osrednji motiv, je obkrožen s tetramorfom, ki ga obdajata dva angela s svitki tik ob njih, zadaj nekaj živali in na koncu še 24 starejših, dva po dva zgornji register, po tri v spodnjem, drugi pod 'steklenim morjem', valovi v vznožju. Nenavadni meander, ki raste iz ust zveri na robu ločnega polja, se interpretira kot Heraklejev trak kot veriga peklenskega psa Kerberja«. Vložek z rozetami cvetov razlagajo kot 'ognjena kolesa', ki simbolizirajo peklenski ogenj apokalipse ali pa so v svojem vrtenju simbol večne božanske moči.
Kot slogovna značilnost tega velikega reliefa je presenetljivo močno gibanje figur - v nasprotju s statično umirjenimi na provansalskih pročeljih. Poleg tega so štiri simbolične živali in vitki angeli včasih dramatično popačeni. Odnos 24 starejših tudi vzbuja pozornost.
Kristusova glava po drugi strani izžareva mirnost, odločno dostojanstvo.

### Križni hodnik
Križni hodnik je druga umetniška znamenitost za portalom. Je ogromen in že samo njegova velikost spominja na nekdanji pomen te opatije. S svojimi desetimi marmornimi reliefi na vogalnih stebrih in svojimi nekdanjimi 88 kapiteli ni le eden najobsežnejših, najstarejših in najlepših v Franciji, ampak tudi največji in najbolj bogato okrašen križni hodnik celotnega romanskega obdobja.
Zgrajen je bil med letoma 1059 in 1131, verjetno leta 1100, ker je osrednji steber z reliefom opata datiran v leto 1100. Križni hodnik je zato nekoliko starejši od portala. Tu si lahko ogleda 76 ohranjenih kapitelov in deset velikih reliefov. Samostojna tema ni berljiva - nasprotno, predstavljene teme so zelo zapletene. Poleg tega prvotna ureditev ni bila ohranjena, ko je bil obnovljen v 13. stoletju po uničenju leta 1212.
Kapiteli stebrov vsebujejo celotne enciklopedije prizorov in figur iz Stare in Nove zaveze, pa tudi dela in trpljenja svetnikov - in kolikor vemo, so bili vsaj delno obarvani.